# Parallel Universe (Red Hot Chili Peppers)
Parallel Universe è una canzone dei Red Hot Chili Peppers. Si tratta del sesto singolo estratto dal loro settimo album in studio, Californication (1999).

## La canzone
È la seconda traccia di Californication.
Pur trattandosi di una delle canzoni più forti dell'album, in termini di distorsioni, non contiene nessuna delle linee di basso tipiche dei Red Hot Chili Peppers orientate al funk con le quali sono stati principalmente conosciuti in passato. I cori di Anthony Kiedis sono sommessi nel corso del versi, che riflettono un approccio melodico verso la ballata, mentre allo stesso modo la canzone affronta delle liriche più scure, temi più introspettivi rispetto a quelli su cui la band ha avuto in genere una reputazione.
Quando viene eseguita live la canzone viene solitamente conclusa con un assolo di chitarra improvvisato di John Frusciante, nonostante esso non sia presente nella versione studio. Durante il By the Way tour veniva spesso introdotta da una cover del brano Latest Disgrace dei Fugazi, mentre nel Roll on the Red Tour era suonata come ultima canzone prima dell'encore.